# Soltan Hacibäyov
Soltan Hadjibeyov (Chouchi(Karabakh), 8 de maig, 1919 - Bakú (Azerbaidjan), 19 de setembre, 1974), va ser un compositor, director d'orquestra i professor de música clàssica soviètica, azerbaidjana. Va rebre la distinció d'Artista Popular de l'URSS el 1973.

## Biografia
L'any 1930, després de completar dos anys d'escola primària, es va traslladar a Bakú, on des de 1936 va viure amb la família del seu oncle, Üzeyir Hacıbəyov.
Després de graduar-se a l'escola secundària, va ingressar al Bakú Musical College, a la classe de trompeta d'A. Kolpinsky. El 1939, es va graduar a la universitat i va ingressar al Conservatori d'Azerbaidjan a la facultat de composició, a la classe de B. I. Zeidman (teoria musical - N. Shumakov).

## Carrera
El 1938-1940, com a estudiant del conservatori, va dirigir l'orquestra del Teatre de Comèdia Musical de Bakú (actual Teatre Musical Acadèmic Estatal d'Azerbaidjan. El 1940-1942 va dirigir l'Ensamble de Sazist de l'Azerbaidjan de la Societat Filharmònica M. Magomayev). El 1942-1945 fou director. director artístic de l'Orquestra Filharmònica de Bakú i el seu director des de 1947.
Des de 1948, ha estat director artístic i després director de 1955 a 1962 del Teatre Filharmònic Nacional de l'Azerbaidjan.
Des de 1965, és professor i des de 1969 rector del Conservatori de l'Azerbaidjan (actual Acadèmia Musical de Bakú).
Va morir el 19 de setembre de 1974 a Bakú i va ser enterrat al carreró de l'Honor.

## Premis i títols
- Artista honorat de la RSS d'Azerbaidjan (26/04/1958)
- Artista popular de la RSS de l'Azerbaidjan (24/05/1960)
- Artista popular de l'URSS (26/07/1973)
- Premi Estatal de l'URSS, segon grau (1952) - pel ballet Gulshen, posat en escena al M.F. Akhundov Opera and Ballet Theatre.
- Premi Estatal de la RSS d'Azerbaidjan (29/09/1970) - per a un concert per a una orquestra simfònica
- Dues Ordres de la Bandera Roja del Treball (09/06/1959, 19/05/1969)
- Medalla "Per un treball valent a la Gran Guerra Patriòtica 1941-1945".